# Swissvale
Swissvale ist ein Borough im Allegheny County im US-Bundesstaat Pennsylvania. Das U.S. Census Bureau hat bei der Volkszählung 2020 eine Einwohnerzahl von 8.624 ermittelt. Die Ortschaft liegt 14 Kilometer östlich der Innenstadt Pittsburghs an der Interstate 376. George Westinghouse errichtete hier die Union Switch & Signal.

## Geographie
Swissvales geographische Koordinaten lauten 40° 25′ N, 79° 53′ W (40,422304, −79,886185). Swissvale grenzt im Norden an Edgewood, im Osten an Braddock Hills, an North Braddock im Südosten und an Rankin im Süden. Im Westen grenzt Swissvale an Regent Square und Swisshelm Park. Am gegenüberliegenden Ufer des Monongahela River im Südwesten befindet sich der Borough of Munhall.
Nach den Angaben des United States Census Bureaus hat der Borough eine Gesamtfläche von 3,4 km², wovon 3,1 km² Landflächen und 0,2 km² (= 4,76 %) Gewässer sind.
|               | Edgewood                                    | Churchill      |
| Regent Square | Kompassrose, die auf Nachbargemeinden zeigt | Braddock Hills |
|               | Rankin                                      | North Braddock |

## Persönlichkeiten
Söhne und Töchter des Ortes:
- George A. Thompson (1919–2017), Geologe und Geophysiker
- Michael F. Doyle (* 1953), Kongressabgeordneter

Weitere Persönlichkeiten mit Bezug zum Ort:
- Joseph Slepian (1891–1969), Mathematiker und Elektroingenieur; starb in Swissvale
- Gene Ludwig (1937–2010), Organist des Soul-Jazz; wuchs in Swissvale auf
- Daniel DiNardo (* 1949), Erzbischof von Galveston-Houston; von 1991 bis 1994 Seelsorger der Madonna del Castello Church in Swissvale